# Benteler Arena

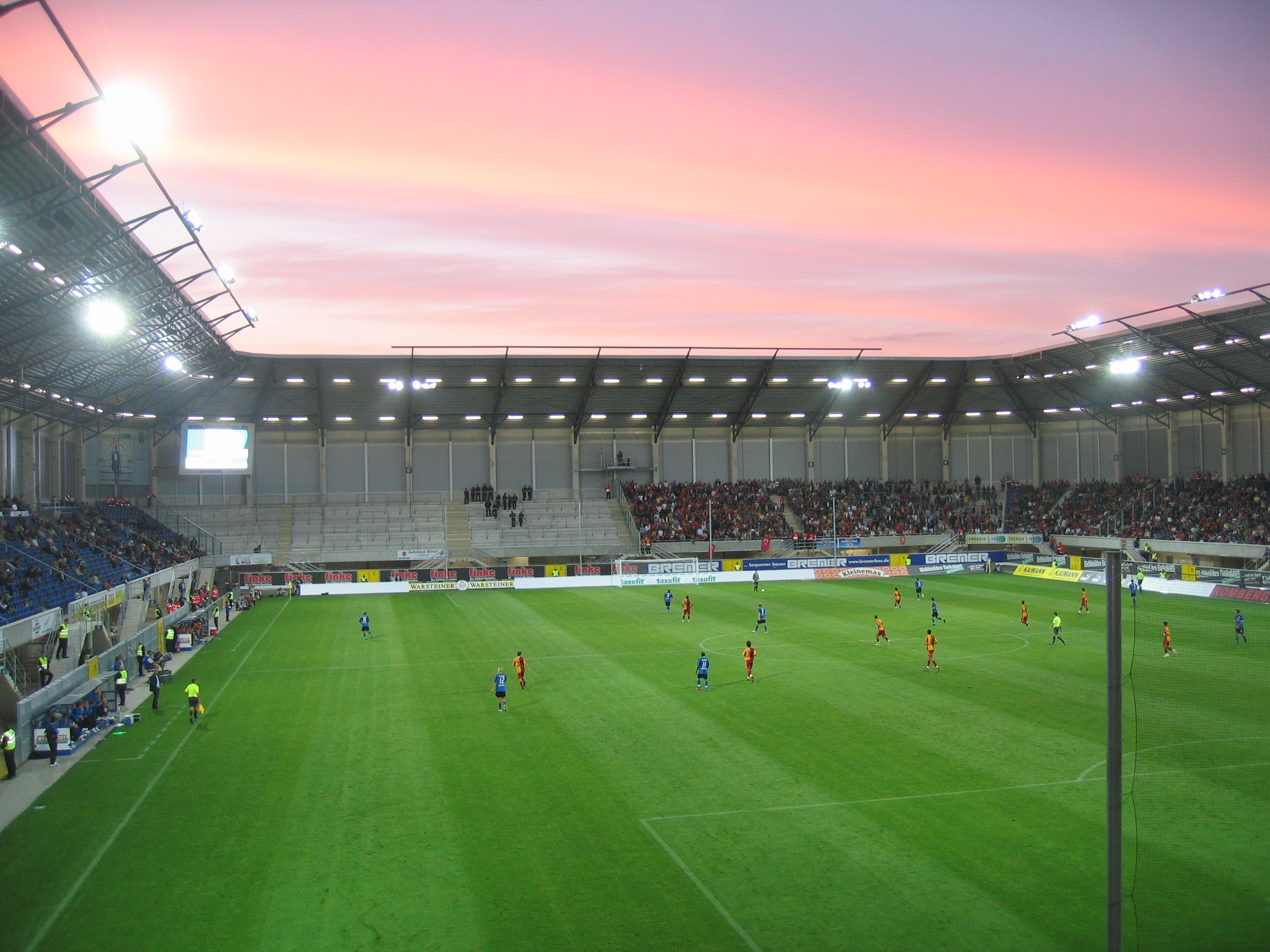

Benteler Arena är en multifunktionell arena i Paderborn, Tyskland, som byggdes mellan juli 2005 och juli 2008. Arenan ersatte den gamla Hermann Löns Stadium.  Öppningsmatchen spelades mellan SC Paderborn 07 och Borussia Dortmund (1-2) och besöktes av 15 300 åskådare, arenans fulla kapacitet. 
Under säsongen 2011/12 besökte i genomsnitt mer är 10 000 personer SC Paderborn 07s matcher i 2. Bundesliga.